# Dover Plains
Dover Plains é um hamlet e região censitária localizado no condado de Dutchess no estado estadounidense da Nova Iorque. No ano 2000 tinha uma população de 1,996 habitantes e uma densidade populacional de 633 pessoas por km².

## Geografia
Dover Plains encontra-se localizado nas coordenadas 41° 42′ 27″ N, 73° 34′ 35″ O. Segundo a Departamento do Censo, a cidade tem uma área total de 3 km2 (1.2 sq mi), da qual 3 km2 (1.2 sq mi) é terra e 0 km2 (0.0 sq mi) (0%) é água.

## Demografia
Segundo a Escritório do Censo em 2000 os rendimentos médios por lar na localidade eram de $31,979, e os rendimentos médios por família eram $45,586. Os homens tinham uns rendimentos médios de $36,442 em frente aos $26,776 para as mulheres. A renda per capita para a localidade era de $20,676. Ao redor de 13.4% da população estavam por abaixo do linha de pobreza.